# Cracktrack Glacier
Cracktrack Glacier är en glaciär i Antarktis. Den ligger i Östantarktis. Nya Zeeland gör anspråk på området. Cracktrack Glacier ligger 1 810 meter över havet.
Terrängen runt Cracktrack Glacier är kuperad åt nordost, men åt sydväst är den platt. Trakten är obefolkad. Det finns inga samhällen i närheten.